# 정준호 (1937년)
정준호(鄭埈昊, 1937년 4월 21일 ~ )는 대한민국의 대학 교수 겸 관료였다.

## 생애
그는 서울고등학교 졸업을 거쳐 서울대학교 외교학과에서 학사 학위를 취득하였으며, 이후 한국외국어대학교, 인하대학교 등에서 정치외교학을 강의하였다. 이후 국방대학원 교수직에 재직하던 중 제27대 국방부 차관(임기: 1993년 12월 28일 ~ 1994년 12월 26일)에 발탁되었으며, 역대 대한민국 국방부 차관 사상 장교급 군인 출신이 아닌 최초 순수 민간인 출신 국방부 차관이다.